# Therlinya nasuta
Therlinya nasuta là một loài nhện trong họ Stiphidiidae.
Loài này thuộc chi Therlinya. Therlinya nasuta được M.R. Gray & H. M. Smith miêu tả năm 2002.